# Sylvie Léonard
Pour les articles homonymes, voir Leonard.
 (février 2017).
Si vous disposez d'ouvrages ou d'articles de référence ou si vous connaissez des sites web de qualité traitant du thème abordé ici, merci de compléter l'article en donnant les références utiles à sa vérifiabilité et en les liant à la section « Notes et références ».
Sylvie Léonard, née à Montréal le 17 juillet 1955, est une actrice canadienne.

## Biographie
À trois ans, Sylvie Léonard regardait La Boîte à surprise et elle disait à ses parents qu’elle voulait faire « Ça ! »[réf. nécessaire]. C’est durant son enfance à Châteauguay qu’elle cultive son intérêt pour le jeu en participant à plusieurs pièces de théâtre amateur. Seize ans plus tard, alors à peine âgée de dix-neuf ans, elle terminait sa formation théâtrale au Cégep de Saint-Hyacinthe. 
Trois semaines après avoir terminé ses études, Sylvie Léonard joue dans une court métrage pour le ministère de l’Éducation puis interprète son premier rôle au théâtre dans la pièce Pygmalion de George Bernard Shaw au Théâtre du Nouveau Monde.
À la télévision, elle tient un premier rôle important à la fin des années 1970 alors qu'elle interprète Annick Jacquemin dans Terre humaine, aux côtés de vétérans comme Jean Duceppe et Guy Provost.  Multipliant les rôles au théâtre, à la télévision et au cinéma, elle joue notamment les rôles de Bulle dans Traboulidon (SRC), de Julie Galarneau dans L'Héritage, une série écrite par Victor-Lévy Beaulieu (SRC), d’Aurise Blondeau dans Montréal PQ (SRC), du Dre Marthe Grondin dans Les Machos (TVA) et de Nicole Rivest dans Vice caché (TVA) et de la directrice du casino dans la série Casino scénarisée par Réjean Tremblay.
En 1995, Sylvie Léonard apparaît aux côtés de Guy A. Lepage dans les capsules humoristiques Petites scènes de vie conjugale, présentées durant le talk-show Besoin d’amour (TQS). Ce sont les prémices du programme court Un gars, une fille dans lequel la comédienne interprète Sylvie, la fille (SRC). 
À l’été 2000, après cinq années d’absence au grand écran, Sylvie Léonard partage la vedette avec Michel Côté dans la comédie La Vie après l’amour. Nous la verrons par la suite dans les films Karmina II, Camping sauvage, Idole instantanée, Que Dieu bénisse l’Amérique, Ma tante Aline et L’Âge des ténèbres, film dans lequel elle joue pour la première fois aux côtés de sa fille Camille. 
En 2006, elle signe une lettre ouverte, avec Christian Bégin, dénonçant l'influence des cotes d'écoute sur les choix éditoriaux des réseaux de télévision.
En 2007 et 2008, elle partage la vedette avec Isabel Richer et Julie Perreault dans la série télévisée Les Sœurs Elliot.  Elle y interprète Lauretta Elliot, la sœur aînée en parfait contrôle de sa vie… jusqu’au retour de son père !

## Filmographie

### Cinéma
- 1979 : Les Contes orientaux  : Sao
- 1979 : Les Contes francoys : Mina
- 1995 : J'aime, j'aime pas  : Francine
- 1997 : Le Piège : Marie Ginette
- 2000 : La Vie après l'amour : Sophie Lavergne
- 2001 : Karmina 2 : Julie Cazavant
- 2004 : Camping sauvage : Maryse
- 2005 : Idole instantanée : Marie-France
- 2006 : Que Dieu bénisse l'Amérique : Angela Di Palma
- 2007 : Ma tante Aline : Geneviève St-Louis
- 2007 : L'Âge des ténèbres : Sylvie Cormier-Leblanc
- 2011 : Le Colis : Johanne

### Télévision

#### Séries télévisées
- 1966-1977 : Rue des Pignons : Mimi Jarry
- 1978-1979 : Les Contes du Tsar : Kira
- 1978-1984 : Terre humaine : Annick Jacquemin
- 1981-1983 : Bof et cie. (émission télévisée) : Puce
- 1983-1987 : Traboulidon : Bulle
- 1986 : Manon : Amie
- 1987-1990 : L'Héritage : Julie Galarneau
- 1988 : Un homme au foyer : Carole
- 1990 : L'Amour avec un grand A : L'Amour qui tue : Diane Turcotte
- 1992-1994 : Montréal P.Q. : Aurise
- 1993 : Rira bien : Plusieurs rôles
- 1995-2000 : Les Machos : Dr Marthe Grondin
- 1995 : Besoin d'amour : Plusieurs rôles
- 1995 : À nous deux! : Carole Jodoin
- 1996-1997 : Urgence : Gabrielle Gagnon
- 1998 : Catherine  (série télévisée, 1998) : Sylvie
- 1997-2003 : Un gars, une fille : Sylvie
- 2000-2004 : Le Monde de Charlotte  : Louise Langevin
- 2004-2006 : Un monde à part  : Louise Langevin
- 2005-2007 : Vice caché  : Nicole Rivest
- 2006-2008 : Casino : Louise Turcotte
- 2007-2008 : Les Sœurs Elliot : Lauretta Elliot
- 2011 : 30 vies : Christiane Patry
- 2011-2012 : Les Boys
- 2016-2019 : Ruptures
- 2017-2021 : Lâcher prise : Madeleine Legault
- 2021 : Caméra café : Francine Ringuette
- 2023 : Virage (saison 2, Double Faute) : Françoise Rivard

## Théâtre
- 1985 : Le Facteur-réalité de René Gingras
- 1989 : La Charge de l'orignal épormyable de Claude Gauvreau
- 1990 : Pygmalion de Bernard Shaw
- 1991 : Oncle Vania de Tchekhov
- 1994 : Les Bas-fonds de Gorki
- 1995 : Le Triomphe de l'amour de Marivaux
- 2003 : Bachelor de Louis Saïa
- 2007 : Des yeux de verre de Michel Marc Bouchard
- 2009 : Le Bourgeois gentilhomme de Molière
- 2010 : Jackie d’Elfriede Jelinek[1]
- 2012 : Les Femmes savantes de Molière
- 2016 : Les Diablogues de Roland Dubillard, Théâtre du Rideau vert
- 2016 : Vanishing Point de Marc Lainé, La Boutique obscure

## Distinctions
- 1989 - Meilleure interprétation série dramatique, pour L'Héritage
- 1998 - Meilleure actrice série humoristique, pour Un gars, une fille
- 1999 - Meilleure actrice série humoristique, pour Un gars, une fille
- 2000 - Meilleure actrice série humoristique, pour Un gars, une fille
- 2002 - Meilleure actrice série humoristique, pour Un gars, une fille
- 2006 - Meilleure actrice série dramatique, pour Vice caché
- 2011 - Prix d'interprétation féminine (Association québécoise des critiques de théâtre), pour Jackie[2]